# Maria Klaumann
Maria Klaumann é uma modelo brasileira.

## Biografia
Natural de Aurora, município com menos de 6 mil habitantes em Santa Catarina.Cresceu ouvindo que levava "jeito" para ser modelo, porém em uma cidade pequena isso parecia ser impossível. Seu ascensão ao sucesso foi repentino e levou-a a um patamar na qual nunca havia imaginado. Em poucos meses após sua descoberta Maria já estava desfilando nas maiores semanas de moda do mundo e sendo o rosto de campanhas de marcas internacionais.
Maria também integra o “InVogue”, primeiro livro criado pela Vogue, e já foi capa de outros grandes títulos, como da The Magazine, revista do NY Times, da edição brasileira da Harper's Bazaar e capa na Vogue Portugal e Brasil.
Campanhas nacionais e internacionais para grifes como Michael Kors, Glória Coelho,Mantecorp e Replay, além de Reinaldo Lourenço, fazem parte do currículo da modelo.

## Agências
- New York - The Lions[13]
- Milan - Women Management [14]
- São Paulo - Mega Model Brasil[15]